# UHF (filme)
UHF é um filme norte-americano de comédia lançado em 1989 estrelado por "Weird Al" Yankovic, David Bowe, Fran Drescher, Victoria Jackson, Kevin McCarthy, Michael Richards, Gedde Watanabe, Billy Barty, Anthony Geary, Emo Philips e Trinidad Silva, em memória desta último, que veio a falecer durante as gravações, num acidente automobilístico.
O filme foi dirigido por Jay Levey, gerente de Yankovic, que também co-escreveu o roteiro com ele. Foi lançado pela Orion Pictures Corporation.

## Recepção
UHF tem um índice de aprovação de 55% em Rotten Tomatoes das 22 opiniões contados.

## Elenco
- "Weird Al" Yankovic como George Newman
- David Bowe como Bob / Bobbo the Clown
- Fran Drescher como Pamela Finklestein
- Victoria Jackson como Teri
- Michael Richards como Stanley Spadowski
- Stanley Brock como Harvey Bilchik
- Anthony Geary como Philo
- Billy Barty como Noodles MacIntosh
- Trinidad Silva como Raul
- Gedde Watanabe como Kuni
- Vance Colvig Jr. como the bum
- Kevin McCarthy como R.J. Fletcher
- David Proval como Fletcher's head goon
- John Paragon como R.J. Fletcher, Jr.
- Belinda Bauer como Mud Wrestler
- Dr. Demento como himself/Whipped Cream Eater

## Trilha sonora
UHF (álbum)